# Sint-Remigiuskapel (Fisenne)
De Sint-Remigiuskapel (Frans: Chapelle Saint-Remy) is een kapel in Fisenne in de Belgische gemeente Érezée in de provincie Luxemburg. De kapel ligt aan de westkant van de plaats aan de noordkant van de N807, daar lokaal Rue du Château geheten, recht tegenover de kasteelhoeve Fisenne. Rond de kerk bevindt zich het kerkhof, dat wordt omgeven door een stenen muur.
De kapel bestaat uit een voorstaande toren en koor/schip met driezijdige sluiting. Het gebouw is ongeveer noord-zuid georiënteerd. De kapel heeft vier rondboogvensters aan beide zijden van de kapel. De toren heeft rondboogvormige galmgaten.
De kerk is een tijd in het bezit geweest van een artistiek waardevol retabel. Dit kunstwerk stamde uit de Antwerpse School en is van rond 1450. Tegenwoordig bevindt zich een replica hiervan in het kerkgebouw, terwijl het origineel zich bevindt in het Musée Archéologique van Arlon.
De kapel is opgedragen aan Sint-Remigius.

## Geschiedenis
In de 15e eeuw werd hier een gotische kerk gebouwd. Deze had drie beuken met het koor gericht op het oosten.
Voor de bouw van een nieuwe kerk werd de oude kerk afgebroken in opdracht van de toenmalige Heer van Fisenne.
In 1713 werd de huidige kapel gebouwd. Volgens de overlevering wilde de kasteelheer het kerkportaal gericht hebben op de toegang van het kasteel, zodat hij omwille van zijn reumatiek vanuit het balkon van zijn kasteel de dienst volgen kon.

## Galerij

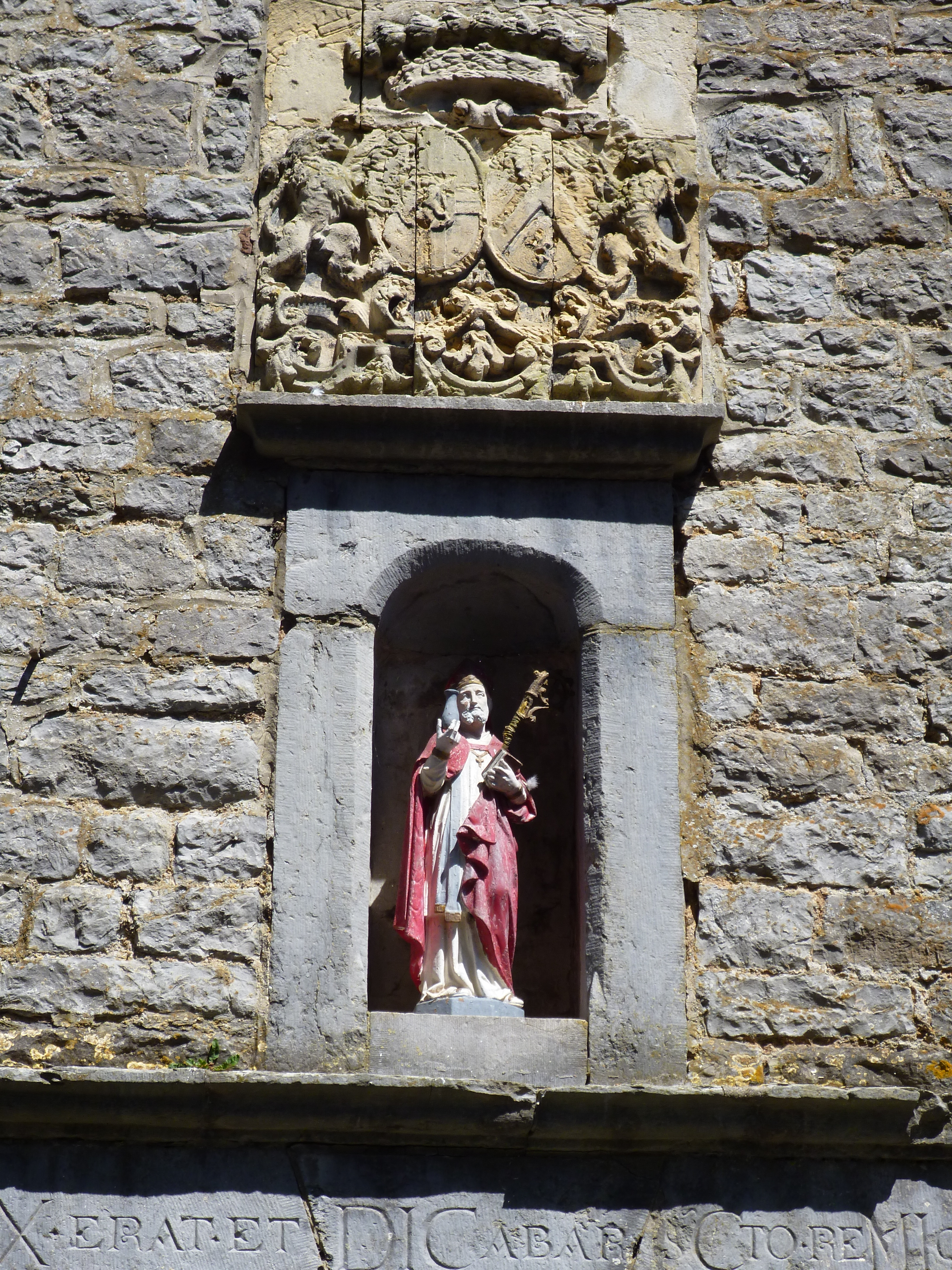
Sint Remigius aan de kerkgevel van Fisenne
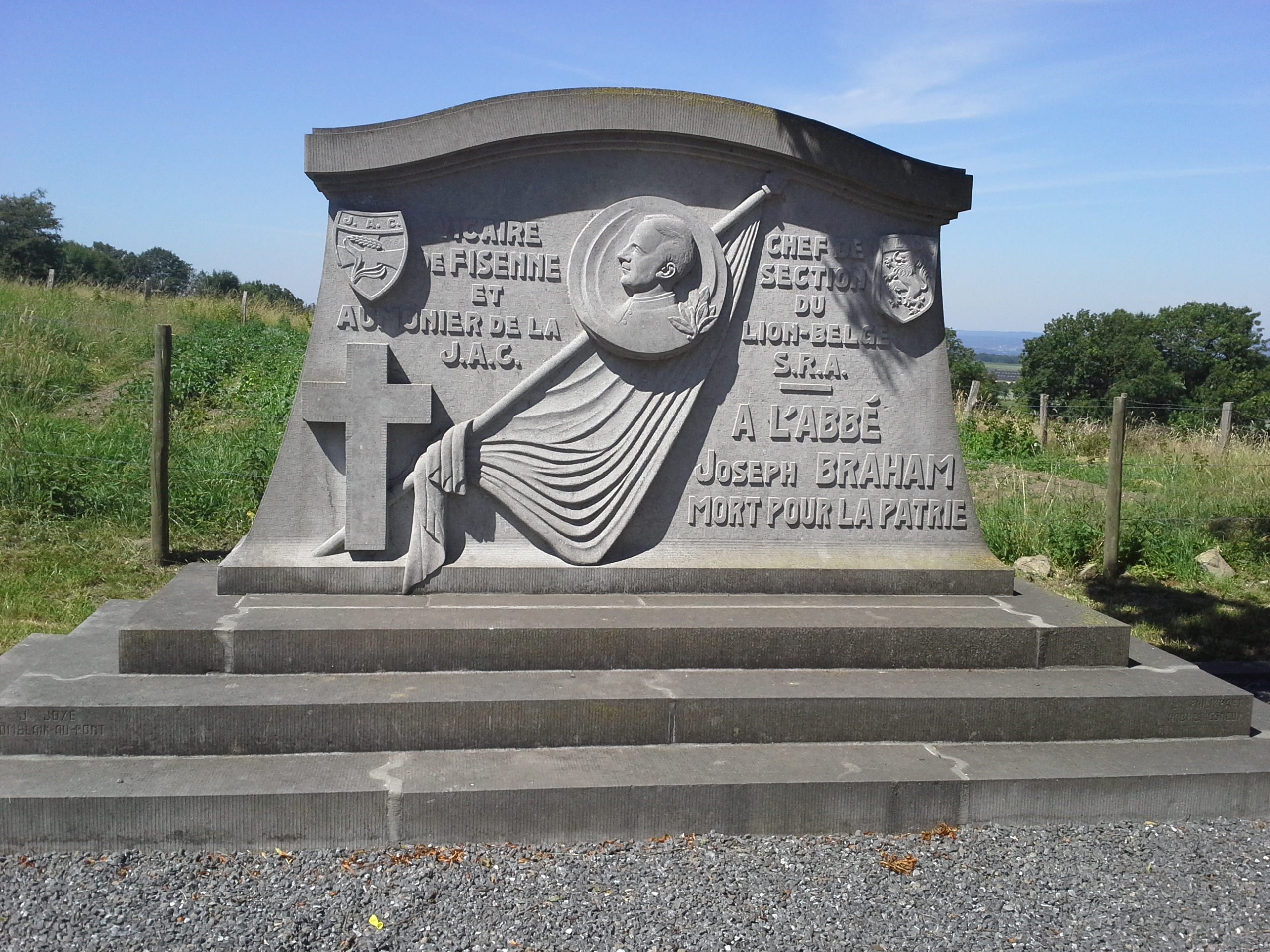
Gedenkplaat van Joseph Braham
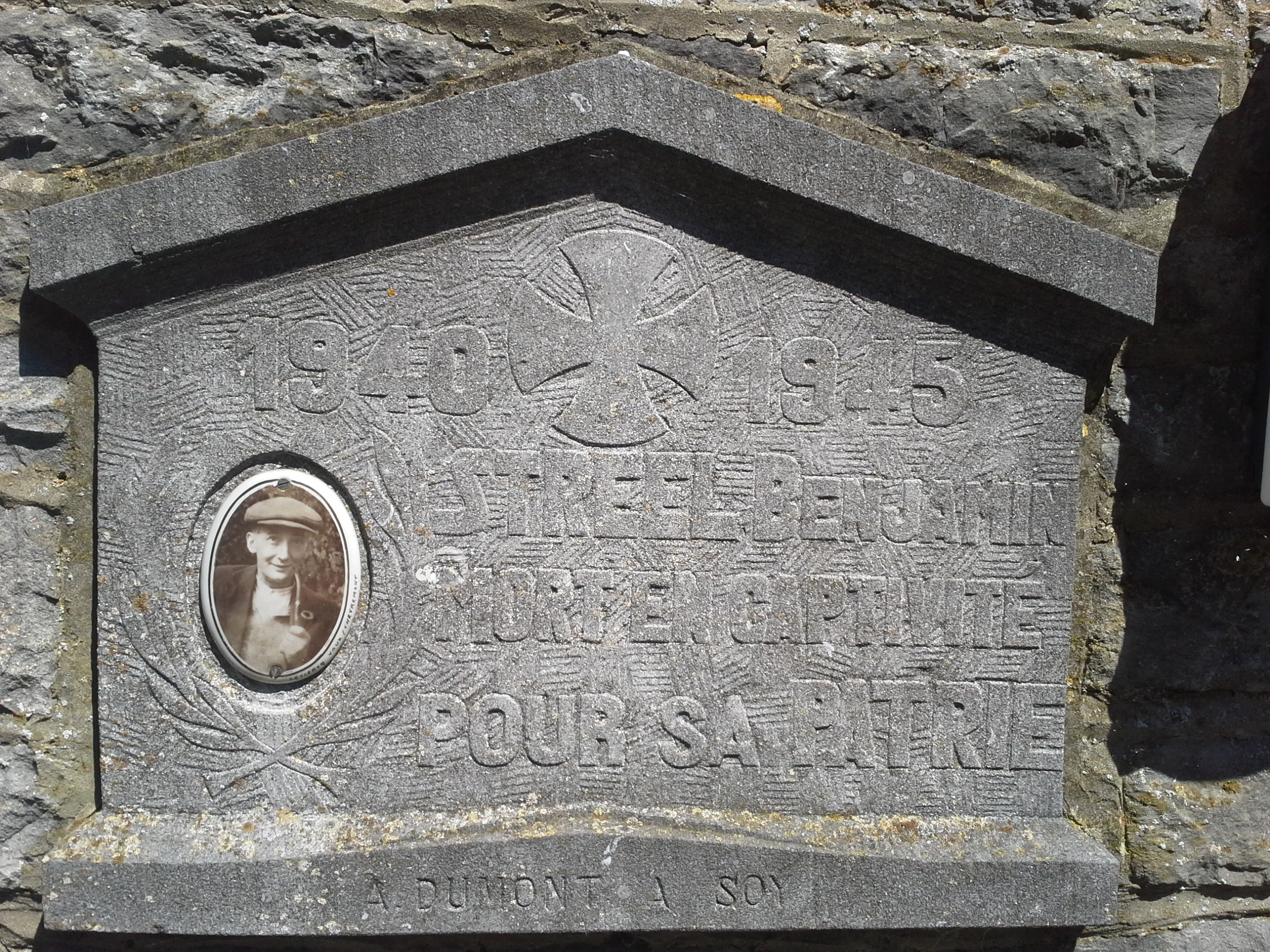
Gedenkplaat van Benjamin Streel